# 行徳モスク
行徳ヒラーマスジド（ぎょうとくひらーますじど、英語: Gyotoku Hira Masjid）、ヒラー・モスク（英語: Hira Mosque）あるいはマスジド・ヒラー・ギョートク（アラビア語: مسجد حراء غيوتوكو Masjid Ḥirāʾ Ġyūtuku）は、千葉県市川市行徳駅前に所在するモスク（イスラーム教宗教施設）。1997年にイスラミック・サークル・オブ・ジャパン（ICOJ）の主導のもと周辺に住んでいたムスリムの募金活動により設立された。2005年に改築され、現在のようなモスクらしい見た目になった。
モスクができたことにより、年々周辺に住むムスリムは増え続け、行徳周辺にはたくさんのハラールレストランやハラールショップができた。2021年現在、隣の一軒家が空いたため拡張プロジェクト中である。以下のページより募金ができる。https://www.launchgood.com/campaign/hira_masjidtokyo_expansion#!/

## サービス
モスクは、次の基本的なサービスを提供している。
- 毎日5回の礼拝とサラート・アル＝ジュムア（アラビア語版、英語版）（金曜日の礼拝）
- サラート・アッ＝タラーウィーフ（アラビア語版、英語版）（ラマダーンの礼拝）とサラート・アッ＝タハッジュド（アラビア語版、英語版）（夜の礼拝）
- 入信（シャハーダ）（証明書の発行を含む）
- イスラームの結婚式（証明書の発行を含む）
- イスラームの図書館
- 葬儀（ジャナーザ）
- イスラームに関する様々な講義や子供向けのクラス
- 子供たちに聖クルアーンのタジュウィード（アラビア語版、英語版）（正統な読誦法）や暗記の指導
- 近隣住民との交流（南沖公園でのイード祭りなど）

## 施設
建物は3階建てで、 各階の割り当ては、以下の通りである。
- 1階：女性用礼拝所
- 2階：男性用礼拝所
- 3階：事務所/教室

## 交通手段
最寄り駅は東京メトロ東西線行徳駅で、駅から徒歩7分。